# Wołodymyr Kryżuk
Wołodymyr Wasylowycz Kryżuk, ukr. Володимир Васильович Крижук (ur. 1978) – ukraiński nauczyciel, działacz społeczny i samorządowy. 
Ukończył studia w zakresie pedagogiki. W ramach praktyki nauczycielskiej kształci dzieci z klas początkowych oraz dorosłych. W 2010 roku został wybrany przewodniczącym rady sołeckiej wsi Równo.
Zaangażowany w pomoc Polakom, którzy przyjeżdżali pielęgnować mogiły ofiar zbrodni z 30 sierpnia 1943 roku dokonanej przez ukraińskich nacjonalistów we wsiach Ostrówki i Wola Ostrowiecka. W roku 2011 i 2015 pomagał podczas przeprowadzonych przez Instytut Pamięci Narodowej ekshumacji ofiar rzezi wołyńskiej, między innymi pośrednicząc w kontaktach z miejscową administracją, zabezpieczając logistykę oraz pomagając przy budowie ogrodzenia i pomnika. Wydobyto wówczas wydobyto szczątki około 300 Polaków. Opiekuje się pomnikiem poświęconym zamordowanym Polakom i cmentarzem w Ostrówkach.
Po rosyjskiej agresji na Ukrainę w 2022 roku zaangażował się w działania lokalnej organizacji samoobrony.
W 2023 za swoją działalność podczas uroczystości w Belwederze w Warszawie został wyróżniony Medalem Virtus et Fraternitas.